# Pterolophia alorensis
Pterolophia alorensis là một loài bọ cánh cứng trong họ Cerambycidae.